# McFarland, USA
McFarland, USA es una película de deportes basada en la historia verdadera de un equipo de McFarland, California. La película es protagonizada por Kevin Costner como el entrenador del equipo que los lleva a ganar el campeonato. Dirigida por Niki Caro y producida por Walt Disney Pictures, la película se estrenó el 20 de febrero de 2015.

## Sinopsis
Inspirada en un historia verdadera, la película sigue al entrenador Jim White (Kevin Costner) en la cual nota las habilidades de cómo corren sus estudiantes y establece una relación la cual, se transforma en una conexión de mentoría y respeto mutuo. Así forma un equipo que los lleva a un campeonato estatal de carreras a campo traviesa.

## Elenco
- Kevin Costner[3] como Jim White.
- Maria Bello como Cheryl.[4]
- Morgan Saylor como Julie.[5]
- Carlos Pratts como Thomas.[6]
- Elsie Fisher como Jamie
- Johnny Ortiz[7] como Jose Cardenas
- Hector Duran[8] como Johnny Sameniego
- Sergio Avelar[9] como Victor Puentes
- Michael Agüero[10] como Damacio Diaz
- Rafael Martinez[11] como David
- Ramiro Rodriguez[12] como Danny
- Diana-Maria Riva como Señora Diaz
- Vanessa Martinez[13] como Maria Marisol
- Martha Higareda como Lupe.[14]
- Valente Rodriguez[15] como Director Camillo
- Chris Ellis[15] como Jenks
- Eloy Casados como Dale Padilla
- Natalia Cordova-Buckley como Señora Vales

## Producción
William Broyles, Jr. fue contratado para escribir y dirigir el guion para la película, la cual lleva en desarrollo desde el 2004. Las negociaciones para que protagonizara Kevin Costner comenzaron en 2012, y finalizaron en julio de 2013. La filmación tuvo lugar en Camarillo, California en el verano de 2014.

## Lanzamiento
La película anteriormente se llamó McFarland para el estreno del 5 de marzo del 2015, pero se cambió al 20 de febrero de 2015.